# 葫芦岛 (舟山)
葫芦岛，是中国舟山群岛中的一个小岛，位于舟山岛以东洋面，西距普陀山1.4公里。
葫芦岛南北长2.2公里，东西宽100米至510米，面积0.93平方公里，人口2,417（2000年普查）。1934年开始设立葫芦乡建制，2001年并入普陀区东港街道，今岛上设立葫芦村，并设立葫芦社区。